# Neil Abercrombie
Neil Abercrombie (født 26. juni 1938) er en amerikansk politiker fra det Demokratiske parti. Han var den 7. Guvernør i den amerikanske delstat Hawaii fra 2010-14.
Fra 1991 til 2010 var han medlem af Repræsentanternes Hus i USA. 2. november 2010 besejrede han sin republikanske modstander James Aiona ved guvernørvalget på Hawaii. 6. december samme år indtrådte han i embedet, og afløste Linda Lingle som Hawaiis guvernør.